# Chesapeake (album)
Chesapeake è il terzo album discografico della cantante statunitense Rachael Yamagata, pubblicato nel 2011.

## Tracce
1. Even If I Don't – 4:10
2. Starlight – 4:44
3. Saturday Morning – 5:00
4. You Won't Let Me – 3:32
5. Stick Around – 2:47
6. Miles on a Car – 4:14
7. The Way It Seems to Go – 4:43
8. I Don't Want to Be Your Mother – 3:40
9. Full On – 5:22
10. Dealbreaker – 5:47